# TNA 글로벌 임팩트!
TNA 글로벌 임팩트! (TNA Global Impact!)는 TNA의 DVD 프로그램이다. 2006년 첫해에는 온라인으로 제레미 보래쉬와 크리스티 헤미의 진행하에 하우스 쇼에서의 경기 및 인터뷰 등을 다루었으나, 2009년부터는 매년 1월 4일 펼쳐지는 임팩트 레슬링 선수들이 참가하는 신일본 레슬 킹덤 경기를 다룬 DVD 방식으로 바뀌었다.